# Oczytana
Oczytana (ang. Stacked, 2005–2006) – amerykański serial komediowy nadawany przez stację FOX od 13 kwietnia 2005 do 11 stycznia 2006 roku. W Polsce emitowany na kanale Comedy Central Polska.

## Opis fabuły
Główną bohaterką serialu jest piękna Skyler Dayton (Pamela Anderson), która trafia do rodzinnej księgarni Stacked Books, której właścicielem jest Gavin Miller (Elon Gold), który nawet nie myśli o jej zatrudnieniu. Jednak brat Gavina, Stuart (Brian Scolaro) oferuje Skyler posadę w księgarni.

## Obsada
- Pamela Anderson jako Skyler Dayton
- Elon Gold jako Gavin Miller
- Brian Scolaro jako Stuart Miller
- Marissa Jaret Winokur jako Katrina
- Christopher Lloyd jako Profesor Harold March